# Gonnelieu
Gonnelieu é uma comuna francesa na região administrativa de Altos da França, no departamento do Norte. Estende-se por uma área de 4.97 km². Em 2010 a comuna tinha 308 habitantes (densidade: 62 hab./km²).